# Af en Opdagers Dagbog
Af en Opdagers Dagbog er en dansk stum kriminaldramafilm skrevet, instrueret og produceret af Alfred Lind for det tyske filmselskab Eiko-Film i Berlin under originaltitlen Die gelbe Rose. Den tyske titel hentyder til den knejpe, hvoraf dele af handlingen foregår. 
Det var den sidste film, som Alfred Lind producerede i sit filmselskab, der havde indgået kontrakt med tyske filmselskaber om filmproduktioner til det tyske marked. Alfred Lind film måtte lukke med en gæld på 80.000 kr. Han fortsatte dog med at instruere film for tyske filmselskaber.
Filmen blev i Danmark distribueret af Fotorama og fik dansk premiere den 29 juli 1913 i Kosmorama i København.

## Handling
Den tidligere indbrudstyv, John Higgins, løslades fra fængslet og forsøger at skabe sig et nyt og hæderligt liv. Hans møde med den velhavende Mary Northon inspirerer ham til at holde sig på dydens smalle sti, men han fristes igen af gamle kammerater og en plan om et storstilet kup. Undervejs kæmper han med loyalitet, kærlighed og samvittighed, især i relation til den unge Ellen, som er fanget mellem forbryderverdenen og sit hjerte. John opgiver dog den kriminelle løbebane og får arbejde på Marys fars fabrik, hvor han bliver en succesfuld opfinder. En opdager har dog hele tiden været på jagt efter John, og i filmens klimaks er opdageren ved at anholde John, men Ellen tilstår på sit dødsleje sin rolle i et tidligere tyveri, som John mistænkes for, og John kan endeligt frikendes og får mulighed for en ny begyndelse.

## Medvirkende
- Olaf Fønss som John Higgins/John Warming
- Ellen Rassow som Fattig ung pige
- Bertel Krause som Tykke, Johns kammerat
- Thilda Fønss som Mary Northon, rig dame
- Hans Dynesen som Opdageren
- Victor Neumann som Forhutlet pianist